# Nationale Straßen-Radsportmeister 1998
| Nation              | Straßenrennen – Männer | Einzelzeitfahren – Männer | Straßenrennen – Frauen        | Einzelzeitfahren – Frauen     |
| ------------------- | ---------------------- | ------------------------- | ----------------------------- | ----------------------------- |
| Albanien            | Besnik Musaj           | nicht ausgetragen         | nicht ausgetragen             | nicht ausgetragen             |
| Algerien            | Hicham Menad           | Mounir Ain Ghazal         | nicht ausgetragen             | nicht ausgetragen             |
| Argentinien         | nicht ausgetragen      | nicht ausgetragen         | Soledad Fernández             | Lorena Colman                 |
| Australien          | David McKenzie         | Nathan O’Neill            | Kathryn Watt                  | nicht ausgetragen             |
| Belgien             | Tom Steels             | nicht ausgetragen         | Heidi Van De Vijver           | nicht ausgetragen             |
| Burkina Faso        | Dominique Nikiema      | nicht ausgetragen         | nicht ausgetragen             | nicht ausgetragen             |
| Volksrepublik China | Wang Shuqing           | Zhao Hajuan               | nicht ausgetragen             | nicht ausgetragen             |
| Dänemark            | Frank Høj              | Michael Sandstød          | Rikke Sandhøj                 | Melina Rasmussen              |
| Deutschland         | Erik Zabel             | Uwe Peschel               | Hanka Kupfernagel             | Judith Arndt                  |
| Estland             | Jaan Kirsipuu          | Jaan Kirsipuu             | nicht ausgetragen             | nicht ausgetragen             |
| Finnland            | Esa Skyttä             | Mika Hietanen             | Sanna Lehtimäki               | Sanna Lehtimäki               |
| Frankreich          | Laurent Jalabert       | Gilles Maignan            | Jeannie Longo-Ciprelli        | Albine Caillié                |
| Griechenland        | nicht ausgetragen      | nicht ausgetragen         | Eirini Tsouvala               | Eirini Tsouvala               |
| Großbritannien      | Matthew Stephens       | Stuart Dangerfield        | Megan Hughes                  | nicht ausgetragen             |
| Guatemala           | Amilcar Gramajo        | nicht ausgetragen         | nicht ausgetragen             | nicht ausgetragen             |
| Irland              | Raymond Clarke         | Scott Hamilton            | nicht ausgetragen             | nicht ausgetragen             |
| Israel              | Yuval Steinman         | Boris Yezulak             | nicht ausgetragen             | nicht ausgetragen             |
| Italien             | Andrea Tafi            | Marco Velo                | Lucia Pizzolotto              | nicht ausgetragen             |
| Japan               | Tomokazu Fujino        | Makoto Iijima             | Miho Masuchi                  | nicht ausgetragen             |
| BR Jugoslawien      | Saša Gajičić           | Saša Gajičić              | nicht ausgetragen             | nicht ausgetragen             |
| Kanada              | Mark Walters           | Eric Wohlberg             | Linda Jackson                 | Linda Jackson                 |
| Kasachstan          | Sergei Belusow         | Dmitri Fofonow            | nicht ausgetragen             | nicht ausgetragen             |
| Kolumbien           | Jonny Ruiz             | Alberto Ramírez           | Ana María Betancourt          | Ana María Betancour           |
| Kroatien            | Vladimir Miholjević    | Luka Bakrač               | nicht ausgetragen             | nicht ausgetragen             |
| Lettland            | Juris Silovs           | Dainis Ozols              | nicht ausgetragen             | nicht ausgetragen             |
| Litauen             | Arnoldas Saprykinas    | Raimondas Vilčinskas      | nicht ausgetragen             | nicht ausgetragen             |
| Luxemburg           | Tom Flammang           | nicht ausgetragen         | nicht ausgetragen             | nicht ausgetragen             |
| Marokko             | Youssef Kaddouri       | Tayeb El Daif             | nicht ausgetragen             | nicht ausgetragen             |
| Mexiko              | Jesús Zárate           | nicht ausgetragen         | nicht ausgetragen             | nicht ausgetragen             |
| Moldau              | Ruslan Ivanov          | Ruslan Ivanov             | nicht ausgetragen             | nicht ausgetragen             |
| Neuseeland          | Glen Mitchell          | David Lee                 | nicht ausgetragen             | nicht ausgetragen             |
| Niederlande         | Michael Boogerd        | Patrick Jonker            | Leontien Zijlaard-van Moorsel | Leontien Zijlaard-van Moorsel |
| Norwegen            | Kurt Asle Arvesen      | Steffen Kjærgaard         | Monica Valvik-Valen           | Wenche Stensvold              |
| Österreich          | Josef Lontscharitsch   | Peter Luttenberger        | Tanja Klein                   | nicht ausgetragen             |
| Polen               | Tomasz Brożyna         | Piotr Przydział           | Bogumiła Matusiak             | nicht ausgetragen             |
| Portugal            | Carlos Carneiro        | Alberto Amaral            | nicht ausgetragen             | nicht ausgetragen             |
| Puerto Rico         | Sammy Negron Soto      | Juan Colon Pomales        | nicht ausgetragen             | nicht ausgetragen             |
| Rumänien            | Emil Pavel Lupaș       | Emil Pavel Lupaș          | nicht ausgetragen             | nicht ausgetragen             |
| Russland            | Sergei Iwanow          | Oleg Schukow              | Swetlana Samochwalowa         | nicht ausgetragen             |
| Schweden            | Martin Rittsel         | Michael Andersson         | Susanne Ljungskog             | Jenny Algelid-Bengtsson       |
| Schweiz             | Niki Aebersold         | Beat Zberg                | Barbara Heeb                  | Karin Möbes                   |
| Simbabwe            | nicht ausgetragen      | Timothy Jones             | nicht ausgetragen             | nicht ausgetragen             |
| Slowakei            | Ján Valach             | Ján Valach                | nicht ausgetragen             | nicht ausgetragen             |
| Slowenien           | Igor Kranjec           | nicht ausgetragen         | nicht ausgetragen             | nicht ausgetragen             |
| Spanien             | Ángel Luis Casero      | Abraham Olano             | Rosa María Bravo              | María Teodora Ruano           |
| Südafrika           | Simon Kessler          | Malcolm Lange             | Anriette Schoeman             | Magdalena Day                 |
| Trinidad und Tobago | Emile Abraham          | nicht ausgetragen         | nicht ausgetragen             | nicht ausgetragen             |
| Tschechien          | Ján Svorada            | Ondřej Sosenka            | nicht ausgetragen             | nicht ausgetragen             |
| Ukraine             | Wolodymyr Duma         | Serhij Hontschar          | Tamara Poljakowa              | Tamara Poljakowa              |
| Ungarn              | Csaba Szekeres         | László Bodrogi            | nicht ausgetragen             | nicht ausgetragen             |
| Usbekistan          | Sergei Arkow           | Enwer Sejtmemetow         | nicht ausgetragen             | nicht ausgetragen             |
| Vereinigte Staaten  | George Hincapie        | Dylan Casey               | Pamela Schuster               | Mari Holden                   |
| Belarus             | Aljaksandr Tscharpow   | Aljaksandr Tschoupikow    | nicht ausgetragen             | nicht ausgetragen             |